# Якубсен, Ингер
Ингер Якубсен (норв. Inger Jacobsen, полное имя — Ингер Йоханна Якубсен (норв. Inger Johanne Jacobsen), 13 октября 1923, Осло, Норвегия — 21 июля 1996, Осло, Норвегия) — норвежская певица и актриса, популярная в 50-х и 60-х годах. Особую популярность ей дало участие на конкурсе песни Евровидение 1962 года.

## Биография
Ингер родилась 13 октября 1923 года в Осло.
В 1950 году была помолвлена со строителем Джеки Хейном Бюлов Янсеном.

### Карьера
Свой первый сингл Якобсен записала в 1941 году. Синглы Du er alltid i mine tanker и To små hjerter певица записала с танцевальным оркестром Кристиана Хаугера на Telefunken. После войны, Якубсен стала очень популярной певицей. Её песни были изданы двумя звукозаписывающими компаниями — Musica (1946 – 1953) и Columbia (1954 – 1970). Певица была легко узнаваема по её мягкому, глубокому альт-голосу. Как актёр и художник, Якубсен выступала в ревю, телевидении, радио и театрах до 1990-х годов, с 1976 года работала в Государственном передвижном театре. Певица четыре раза участвовала на норвежском фестивале Melodi Grand Prix. Её самый успешный хит — Frøken Johansen og jeg 1959 года, который был продан тиражом более 50000 экземпляров.

### Евровидение
В 1962 году, Ингер Якубсен участвовала в норвежском фестивале Melodi Grand Prix, где выбирали песню, которая будет представлена на Конкурс песни Евровидение 1962. Песня Kom sol, kom regn, которая была исполнена певицей, победила на фестивале. Якубсен было предоставлено участие в конкурсе.
Конкурс проводился в Люксембурге, столице государства Люксембург. Певица выступила десятой (после представительницы Франции и перед представителем Швейцарии). В конце голосования песня набрала всего лишь 2 балла от Франции, заняв 10 место (среди 13/16). Несмотря на плохой результат, песня стала очень популярной в странах Скандинавии.

### Участие на фестивале Melodi Grand Prix
| Год  | Песня                           | Место на фестивале (в полуфинале/в финале)                              | Место на Евровидении |
| ---- | ------------------------------- | ----------------------------------------------------------------------- | -------------------- |
| 1960 | «Den dag du kommer»             | 7 место в полуфинале                                                    |                      |
| 1960 | «Et sommereventyr»              | 3 место в полуфинале/4 место в финале (в исполнении Элизабет Граннеман) |                      |
| 1960 | «En drøm er alt»                | 4 место в полуфинале/3 место в финале (в исполнении Элизабет Граннеман) |                      |
| 1960 | «En aften igjen»                | 8 место в полуфинале                                                    |                      |
| 1960 | «Ny smart hatt»                 | 2 место в полуфинале/2 место в финале (в исполнении Торхилд Линдал)     |                      |
| 1960 | «Voi Voi»                       | 1 место в полуфинале, 1 место в финале (в исполнении Норы Брокстедт)    | 4 место              |
| 1960 | «Lille Lilli-Ann fra Lillesand» | 4 место в полуфинале, 5 место в финале (в исполнении Эгиля Эллингсена)  |                      |
| 1962 | «Våre skal dagene være»         | 4 место в финале                                                        |                      |
| 1962 | «Kom sol, kom regn»             | 1 место в финале                                                        | 10 место             |
| 1964 | «Hvor?»                         | 4 место в финале                                                        |                      |
| 1971 | «India»                         | 12 место в финале                                                       |                      |

## Личная жизнь

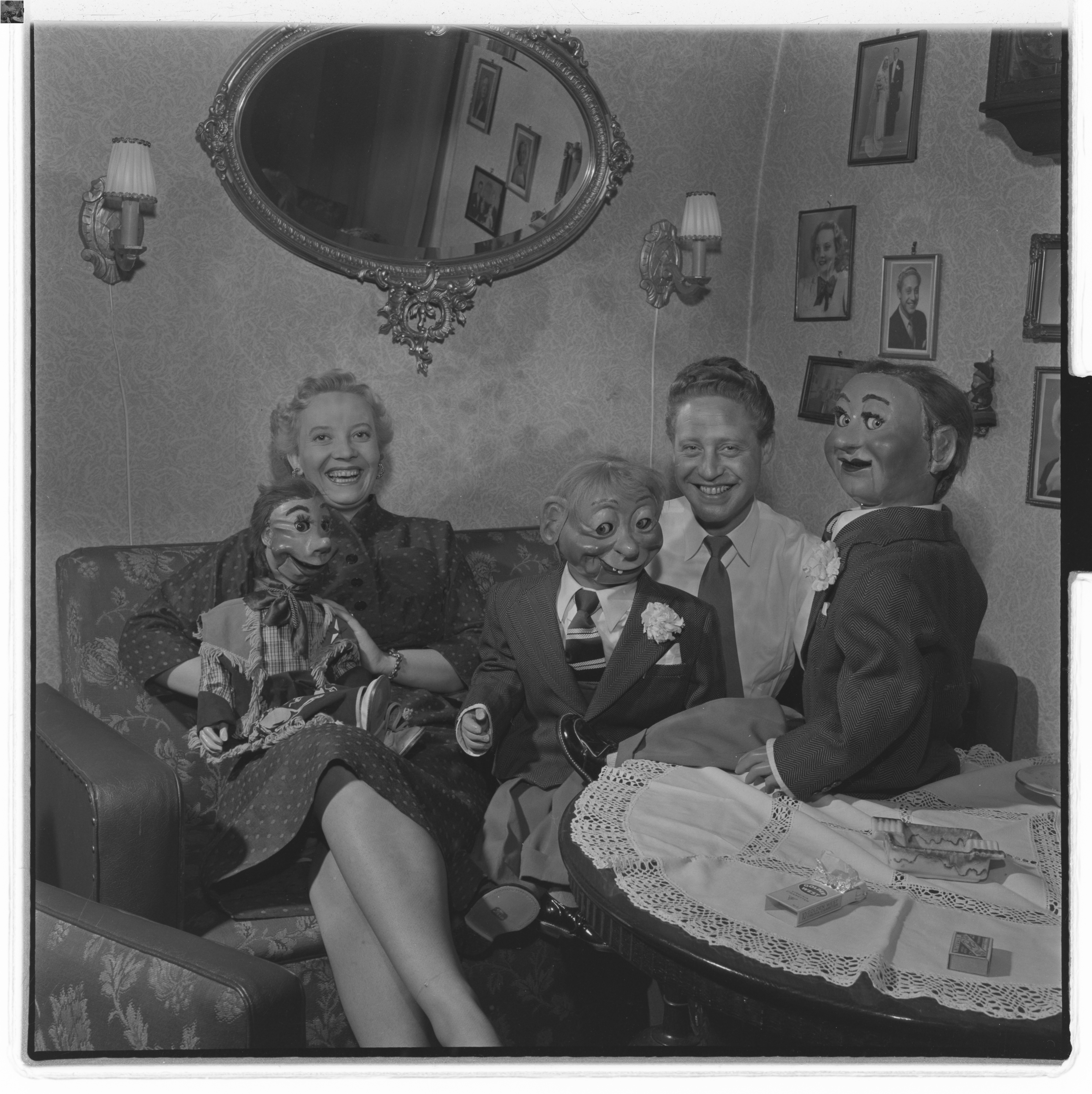
В 1950 году Ингер Якубсен вышла замуж за Джеки Хейне Бюлов Янцена

В 1950 году Ингер Якубсен вышла замуж за строителя Джеки Хейна Бюлов Янцена (8 января 1923, Оденсе, Дания — 1 октября 1959. Лёренскуг, Норвегия), который использовал сценическое имя Джеки Бюлов. Они оба были вовлечены Дженсом Буком-Дженсеном. Дуэт гастролировал в Норвегии и за рубежом в 1950-х годах. Однако, через 9 лет, Джеки умер.

## Смерть
Якубсен, как известно, была частным лицом, избегавшим мир знаменитостей и предпочитавшим скрывать детали своей личной жизни от глаз общественности. Певица умерла от рака 21 июля 1996 года в возрасте 72 лет.

## Дискография[13]
- Djupt in i skogen (1958)
- Vi seiler mot lykken (1958)
- Letters From Norway (1963) совместно с Дженсом Буком-Дженссеном
- Inger Jacobsens beste (1966)
- Refrenget 1 (1967) совместно с Торем Скогманном
- Refrenget nr. 2 (1968) совместно с Торем Скогманном
- Refrenget nr. 3 (1970) совместно с Торем Скогманном
- Refrenget nr. 4 (1971) совместно с Торем Скогманном
- Vi er dus med hele landet (1973) совместно с Дженсом Буком-Дженссеном
- Einar Schankes gledeshus (1974)
- Julerefrenget (1977) совместно с Торем Скогманном
- Jeg har mitt hjerte i Oslo (1979)
- Ja, vi husker (1993)
- Diamanter (2006)
- Refrenget - 41 sangfavoritter (2007) совместно с Торем Скогманном
- Presang til mor (2007)

## Фильмография
- 1941: Den forsvundne pølsemaker — (голос) радио-певица
- 1957: Smuglere i smoking — (голос) певица
- 1966: Kontorsjef Tangen — в роли Миссис Танген
- 1975: Einar Schankes gledeshus
- 1975: Skraphandlerne — в роли тёти Лив
- 1994: I de beste familier — в роли Рут
- 1994: Mot i brøstet (Норвежская ситуационная комедия, которая выходила на телеканале TV 2 с 1993 по 1997 год) — Ингер участвовала в 12 эпизоде «Голая гниль» в 4 сезоне (1994) в роли леди Агнес